# Küçükköy, Korkuteli
Küçükköy là một thị trấn thuộc huyện Korkuteli, tỉnh Antalya, Thổ Nhĩ Kỳ. Dân số thời điểm năm 2011 là 2.714 người.